# Rechelle Hawkesová
Rechelle Hawkesová (* 20. května 1967, Albany) je bývalá australská pozemní hokejistka, trojnásobná olympijská vítězka.
Austrálii reprezentovala od roku 1985. Poprvé se zúčastnila olympijských her v roce 1988 v Soulu, kde hned získala zlato. O čtyři roky později v Barceloně skončily Australanky páté. V roce 1993 se stala kapitánkou reprezentace a ta pod jejím vedení sehrála 31 utkání v řadě bez porážky včetně finále olympijského turnaje v Atlantě. V roce 1999 odehrála svůj jubilejní 250. zápas za národní tým.
Na Letních olympijských hrách 2000 v Sydney nejprve byla vybrána, aby v průběhu slavnostního zahájení pronesla za sportovce olympijský slib. V turnaji vybojovala třetí zlatou medaili a po finále definitivně ukončila svou kariéru.
Kromě olympijských vítězství dosáhla na pět vítězství v turnaji o Trofej šampionů (v letech 1991, 1993, 1995, 1997 a 1999) a má také zlato z Her Britského společenství v roce 1998.
V roce 2002 byla uvedena do Australské sportovní síně slávy.